# Parahauerinoides
Parahauerinoides es un género de foraminífero bentónico de la subfamilia Miliolinellinae, de la familia Hauerinidae, de la superfamilia Milioloidea, del suborden Miliolina y del orden Miliolida. Su especie tipo es Parahauerinoides complanatiformis. Su rango cronoestratigráfico abarca el Holoceno.

## Clasificación
Parahauerinoides incluye a las siguientes especies:
- Parahauerinoides complanatiformis
- Parahauerinoides fragilissimus